# بيل روت (لاعب الجسر)
بيل روت (بالإنجليزية: Bill Root)‏ هو لاعب الجسر ‏ أمريكي، ولد في 12 ديسمبر 1923، وتوفي في 18 مارس 2002.